# Folarskardnuten
Folarskardnuten est une montagne du comté de Buskerud, en Norvège. Culminant à 1 933 m d'altitude, c'est le point culminant du massif d'Hallingskarvet et du comté. Il est inclus dans le parc national de Hallingskarvet.